# اوغشا ماچه
اوغشا ماچه (به اسپانیایی: Uqsha Mach'ay) یک کوه در پرو است که در Peru, Junín Region واقع شده‌است. اوغشا ماچه ۴٬۸۰۰ متر بالاتر از سطح دریا واقع شده‌است.